# آنتیک (استان)
آنتیک (Antique) یکی از استان‌های کشور فیلیپین است. این استان در مرکز این کشور قرار گرفته است و بخشی از جزیره ویسایا به شمار می‌رود.
مرکز این استان شهر سان خوزه است. جمعیت آن حدود چهارصد و هفتاد هزار نفر است. مساحت این استان دو هزار و پانصد کیلومتر مربع است .